# الفظاظة

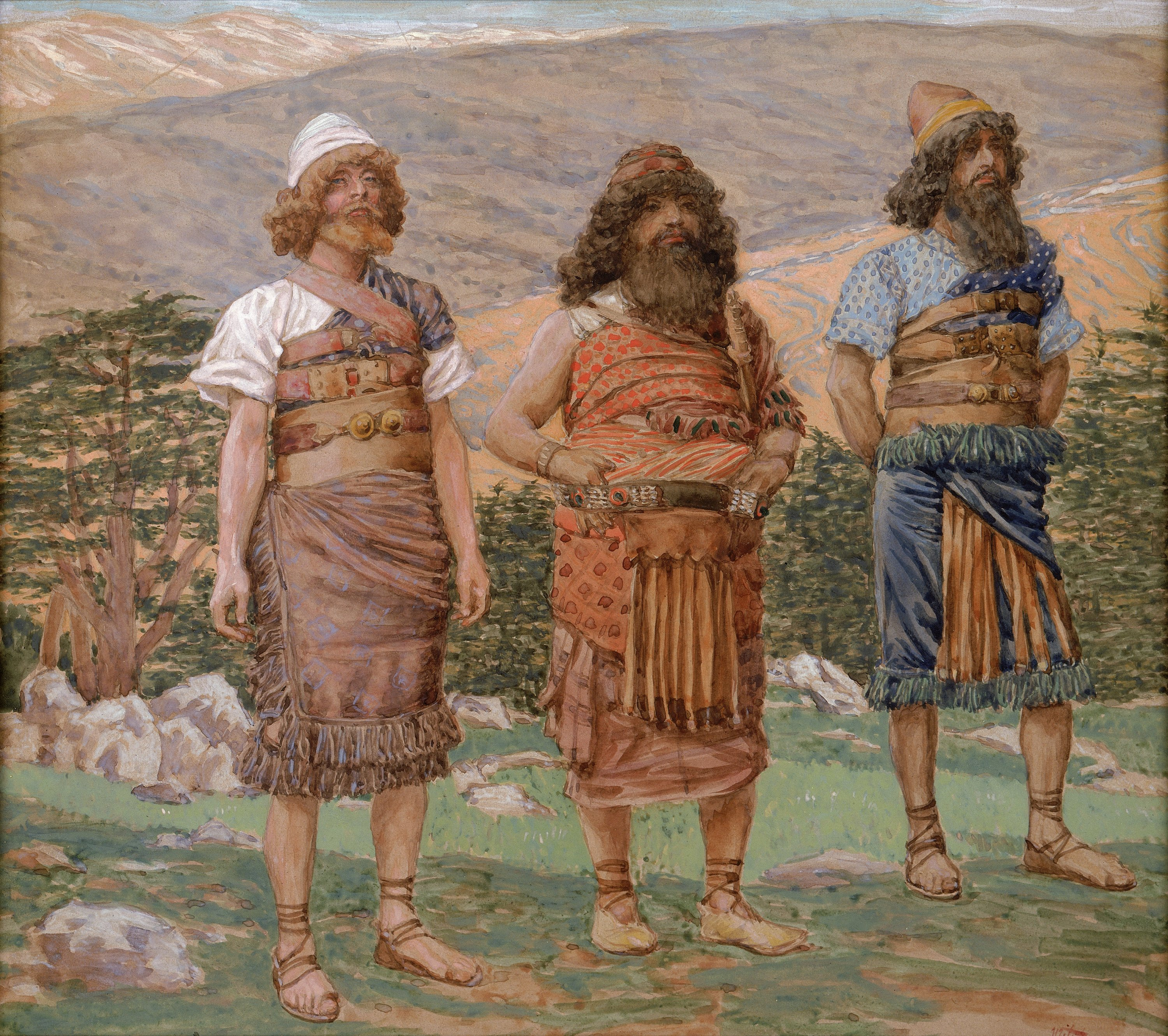

الفظاظة (وتسمى أيضًا الوقاحة) هي عرض من عدم الاحترام بعدم الامتثال للمعايير الاجتماعية أو آداب جماعة أو ثقافة. وقد وضعت هذه المعايير باعتبارها الحدود الأساسية للسلوك المقبول عادة. أن تكون غير قادر أو غير راغب في مواءمة سلوك معين مع هذه المعايير المعروفة لعامة الناس بما هو مقبول اجتماعيًا، ستتعرض لهذه الوقاحة وتنفذ هذه السلوكيات كما لو كانت نوعًا من القانون الاجتماعي، مع تداعيات اجتماعية أو مكافآت للمنتهكين أو المدافعين، على التوالي.
فظاظة «تشكلت بانحراف عن أي شيء يعتبر سياسيا في سياق اجتماعي معين، هي بطبيعتها مواجهات بطريقة عدوانية وتسبب خللا في التوازن الاجتماعي». وقاحة، وخاصة فيما يتعلق الكلام، هو بالضرورة المواجهة العدائية في صميمها.
وتشمل أشكال الوقاحة التصرف غير المنظور، وغير الحساس، والهجوم المتعمد، وغير المهذب، والأفعال الاجتماعية المحرجة، الفحش، الألفاظ النابية وانتهاك المحظورات مثل الانحراف. في بعض الحالات، يمكن أن يكون عمل وقح بمثابة جريمة، على سبيل المثال، جريمة خطاب الكراهية.